# Euxoa quadrata
Euxoa quadrata är en fjärilsart som beskrevs av Tutt 1892. Euxoa quadrata ingår i släktet Euxoa och familjen nattflyn. Inga underarter finns listade i Catalogue of Life.